# 마나과주

마나과 주의 위치

마나과주(스페인어: Departamento de Managua)는 니카라과 서부에 위치한 주로 주도는 마나과(니카라과의 수도이기도 함)이며 면적은 3,672km2, 인구는 1,380,300명(2005년 기준)이다. 마나과호 동반부를 차지하며 서쪽으로는 태평양과 접한다. 9개 지방 자치체를 관할한다.

주기
주 문장